# جولة رابطة محترفي كرة المضرب 2022
جولة رابطة محترفي كرة المضرب 2022 هي مجموعة من البطولات لمحترفي كرة المضرب تنظم من خلال رابطة اللاعبين المحترفين ATP.
تتكون رزنامة البطولات من 4 بطولات جراندسلام (بالتعاون مع الاتحاد الدولي لكرة المضرب ITF) وبطولة نهائيات رابطة المحترفين التي تقام في ختام الموسم و 9 بطولات الماسترز 1000 و 13 بطولة من فئة 500 نقطة و 39 بطولة من فئة 250 نقطة.
أيضاً ضمن رزنامة البطولات بطولات الفرق مثل كأس ديفيز وكأس الرابطة وبطولة نهائيات اللاعبين الشبان وكأس ليفر.
في 1 مارس 2022 نتيجة الغزو الروسي لأوكرانيا قررت رابطة اللاعبين المحترفين ورابطة اللاعبات المحترفات والإتحاد الدولي لكرة المضرب بإن اللاعبين من دولتي روسيا وبيلا روسيا غير مسموح لهم بالمشاركة تحت علم بلادهم.
في 20 مايو 2022 قررت رابطتي اللاعبين واللاعبات المحترفين تعليق نظام النقاط في بطولة ويمبلدون بسبب منع اللاعبين من دولتي روسيا وبيلاروسيا من المشاركة.

## جدول البطولات
| جراند سلام              |
| نهائيات الجولة العالمية |
| الماسترز 1000 نقطة      |
| بطولات 500 نقطة         |
| بطولات 250 نقطة         |
| بطولات الفرق            |

## يناير
| الأسبوع     | البطولة | البطل                                                   | الوصيف                              | نصف النهائي                          | ربع النهائي                                                  |
| ----------- | --- | ------------------------------------------------------- | ----------------------------------- | ------------------------------------ | ------------------------------------------------------------ |
| 3 يناير     | كأس رابطة محترفي التنس سيدني، أستراليا صلب - 16 منتخب 10 مليون دولار                                                       | كندا 2–0                                                | إسبانيا                             | بولندا روسيا                         |                                                              |
| 3 يناير     | أديلايد الدولية 1 أديلايد، أستراليا بطولات 250 نقطة صلب - 416,800 دولار 28 لاعب فردي 24 فريق زوجي                          | غاييل مونفيس 6–4, 6–4                                   | كاران خاشانوف                       | تاناسي كوكيناكيس مارين سيليتش        | تومي باول ميكائيل يمير لاسلو ديري إيجور جيراسيموف            |
| 3 يناير     | أديلايد الدولية 1 أديلايد، أستراليا بطولات 250 نقطة صلب - 416,800 دولار 28 لاعب فردي 24 فريق زوجي                          | روهان بوبانا رامكومار راماناثان 7–6(8–6), 6–1           | إيفان دوديج مارسيلو ميلو            | تاناسي كوكيناكيس مارين سيليتش        | تومي باول ميكائيل يمير لاسلو ديري إيجور جيراسيموف            |
| 3 يناير     | ملبورن للتنس ملبورن، أستراليا بطولات 250 نقطة صلب - 521,000 دولار 28 لاعب فردي 24 فريق زوجي                                | رافاييل نادال 7–6(8–6), 6–3                             | ماكسيم كريسي                        | إميل روسوفووري غريغور ديمتروف        | تالون جريكسبور أليكس مولتشان بوتش فان دي زندشلب جاومي مونار  |
| 3 يناير     | ملبورن للتنس ملبورن، أستراليا بطولات 250 نقطة صلب - 521,000 دولار 28 لاعب فردي 24 فريق زوجي                                | ويسلي كولهوف نيل سكوبسكي 6–4, 6–4                       | اليكسندر نيدوفيسوف اعصام الحق قريشي | إميل روسوفووري غريغور ديمتروف        | تالون جريكسبور أليكس مولتشان بوتش فان دي زندشلب جاومي مونار  |
| 10 يناير    | بطولة سيدني للتنسسيدني، أستراليا بطولات 250 نقطة صلب - 521,000 دولار 28 لاعب فردي 24 فريق زوجي                             | أصلان كاراتسيف 6–3, 6–3                                 | أندي موراي                          | دانيال إيفانز ريلي أوبيلكا           | لورينزو سونيغو ماكسيم كريسي براندون ناكاشيما ديفيد جوفان     |
| 10 يناير    | بطولة سيدني للتنسسيدني، أستراليا بطولات 250 نقطة صلب - 521,000 دولار 28 لاعب فردي 24 فريق زوجي                             | جون بييرز فيليب بولاسك 7–5, 7–5                         | سيموني بوليلي فابيو فونيني          | دانيال إيفانز ريلي أوبيلكا           | لورينزو سونيغو ماكسيم كريسي براندون ناكاشيما ديفيد جوفان     |
| 10 يناير    | أديلايد الدولية 2 أديلايد، أستراليا بطولات 250 نقطة صلب - 493,875 دولار 28 لاعب فردي 24 فريق زوجي                          | تاناسي كوكيناكيس 6–7(6–8), 7–6(7–5), 6–3                | آرثر ريندركنيش                      | كورينتين موتيت مارين سيليتش          | تياغو مونتيرو كاران خاشانوف تومي باول اليكسندر فوكيتش        |
| 10 يناير    | أديلايد الدولية 2 أديلايد، أستراليا بطولات 250 نقطة صلب - 493,875 دولار 28 لاعب فردي 24 فريق زوجي                          | ويسلي كولهوف نيل سكوبسكي 7–6(7–5), 6–4                  | أرييل بيهار غونزالو إسكوبار         | كورينتين موتيت مارين سيليتش          | تياغو مونتيرو كاران خاشانوف تومي باول اليكسندر فوكيتش        |
| 17-24 يناير | أستراليا المفتوحة ملبورن، أستراليا جراند سلام صلب - 33,784,200 دولار أسترالي 128 لاعب فردي 64 فريق زوجي 32 فريق زوجي مختلط | رافاييل نادال 2–6, 6–7(5–7), 6–4, 6–4, 7–5              | دانييل ميدفيديف                     | ماتيو بوريتيني ستيفانوس تسيتسيباس    | غاييل مونفيس دينيس شابوفالوف جانيك سينر فيلكس أوجر الياسيم   |
| 17-24 يناير | أستراليا المفتوحة ملبورن، أستراليا جراند سلام صلب - 33,784,200 دولار أسترالي 128 لاعب فردي 64 فريق زوجي 32 فريق زوجي مختلط | تاناسي كوكيناكيس نيك كيريوس 7–5, 6–4                    | ماثيو ايبدين ماكس بورسيل            | ماتيو بوريتيني ستيفانوس تسيتسيباس    | غاييل مونفيس دينيس شابوفالوف جانيك سينر فيلكس أوجر الياسيم   |
| 17-24 يناير | أستراليا المفتوحة ملبورن، أستراليا جراند سلام صلب - 33,784,200 دولار أسترالي 128 لاعب فردي 64 فريق زوجي 32 فريق زوجي مختلط | كريستينا ملادينوفيتش إيفان دوديج 6–3, 6–4               | جيمي فورليس جيسون كوبلر             | ماتيو بوريتيني ستيفانوس تسيتسيباس    | غاييل مونفيس دينيس شابوفالوف جانيك سينر فيلكس أوجر الياسيم   |
| 31 يناير    | مونبلييه المفتوحة مونبلييه، فرنسا بطولات 250 نقطة صلب - 490,990 يورو 28 لاعب فردي 16 فريق زوجي                             | ألكسندر بوبليك 6–4, 6–3                                 | ألكسندر زفيريف                      | ميكائيل يمير فيليب كراجينوفتش        | أدريان مانارينو ريشارد جاسكيه جومر دامر روبرتو باوتيستا أغوت |
| 31 يناير    | مونبلييه المفتوحة مونبلييه، فرنسا بطولات 250 نقطة صلب - 490,990 يورو 28 لاعب فردي 16 فريق زوجي                             | بيار هوغو هربرت نيكولا مايو 4–6, 7–6(7–3), [12–10]      | لويد غلاسبول هاري هليوفارا          | ميكائيل يمير فيليب كراجينوفتش        | أدريان مانارينو ريشارد جاسكيه جومر دامر روبرتو باوتيستا أغوت |
| 31 يناير    | تشيناي المفتوحة بونه، الهند بطولات 250 نقطة صلب - 493,875 دولار 28 لاعب فردي 16 فريق زوجي                                  | جواو سوسا 7–6(11–9), 4–6, 6–1                           | إميل روسوفووري                      | إلياس يمير كامل ماجشرزاك             | ستيفانو ترافاليا دانييل التماير جيري فيسلي لورنزو موسيتي     |
| 31 يناير    | تشيناي المفتوحة بونه، الهند بطولات 250 نقطة صلب - 493,875 دولار 28 لاعب فردي 16 فريق زوجي                                  | روهان بوبانا رامكومار راماناثان 6–7(10–12), 6–3, [10–6] | لوك سافيل جون باتريك سميث           | إلياس يمير كامل ماجشرزاك             | ستيفانو ترافاليا دانييل التماير جيري فيسلي لورنزو موسيتي     |
| 31 يناير    | كوردوبا المفتوحة قرطبة، الأرجنتين بطولات 250 نقطة ترابي - 493,875 دولار 28 لاعب فردي 16 فريق زوجي                          | ألبيرت راموس 4–6, 6–3, 6–4                              | أليخاندرو تابيلو                    | دييغو شفارتزمان خوان إغناسيو لونديرو | دانيال غالان سيباستيان بايز لورينزو سونيغو نيكولا ميلوجفيتش  |
| 31 يناير    | كوردوبا المفتوحة قرطبة، الأرجنتين بطولات 250 نقطة ترابي - 493,875 دولار 28 لاعب فردي 16 فريق زوجي                          | سانتياغو غونزاليز أندرياس مولتيني 7–5, 6–3              | أندريه مارتن تريستان صامويل ويسبورن | دييغو شفارتزمان خوان إغناسيو لونديرو | دانيال غالان سيباستيان بايز لورينزو سونيغو نيكولا ميلوجفيتش  |